# Presbyterianska kyrkan
Presbyterianska kyrkan i Amerikas konfedererade stater (PCCSA) var ett protestantiskt trossamfund bildat i samband med det Amerikanska inbördeskrigets utbrott 1861, då de flesta församlingarna i de amerikanska sydstaterna lämnade Presbyterian Church in the United States of America (PCUSA) i protest mot denna kyrkas antagande av Gardiner Spring-resolutionerna i maj månad samma år.
Efter krigsslutet 1865 lämnade många av de afroamerikanska församlingarna i södra USA PCCSA och gick tillbaka till modersamfundet PCUSA, som man menade valt rätt sida i kampen mot slaveriet. De kvarvarande, övervägande vita församlingarna bytte namn till Presbyterianska kyrkan i USA (PCUS). Bland många av dessa levde en bitterhet kvar över krigsförlusten och det man såg som nordstaternas vilja att topprida de besegrade sydstaterna. I slutet av 1800-talet utvecklade ledande teologer inom PCUS läran om kyrkans andliga natur, där politisk aktivitet och sociala reformsträvanden stämplades som världslig verksamhet som kyrkan borde avhålla sig från. Dessa teser kom senare att åberopas av konservativa kretsar inom PCUS, som tog avstånd från den framväxande medborgarrättsrörelsen.  
Nästa strid inom PCUS handlade om bibelkritik, liberalteologi och ordination av kvinnliga präster. 1973 lämnade en konservativ falang PCUS och bildade National Presbyterian Church.
1983 gick PCUS ihop med den förenade presbyterianska kyrkan i USA och bildade Presbyterian Church (USA).